# N552 (België)
De N552 is een gewestweg in België tussen Dour (N549) en Houdeng-Gœgnies (N55). Tussen Hautrage en ten noordwesten van Bergen is de weg voor ongeveer 8 kilometer onderbroken door de N50. Bij de plaats Thieu is de weg eveneens onderbroken over een lengte van ongeveer 2,8 kilometer. De gehele N552 heeft een lengte van ongeveer 31 kilometer. Dit is exclusief de onderbroken delen door de N50 en bij Thieu.
Het gedeelte tussen Dour en Hautrage bevat een lengte van ongeveer 13 kilometer en het stuk tussen Bergen en Ville-sur-Haine is ongeveer 14 kilometer. Het gedeelte tussen Thieu en Houdeng-Gœgnies is ongeveer 4 kilometer.
Net ten noorden van Dour tot aan de aansluiting met de N50 bij Hautrage, ten westen van Obourg tot aan Ghislage (R5a) en ter hoogte van de Scheepslift van Strépy-Thieu bestaat de weg uit 2x2 rijstroken. De overige delen zijn twee rijstroken voor beide rijrichtingen samen.

## Plaatsen langs N552

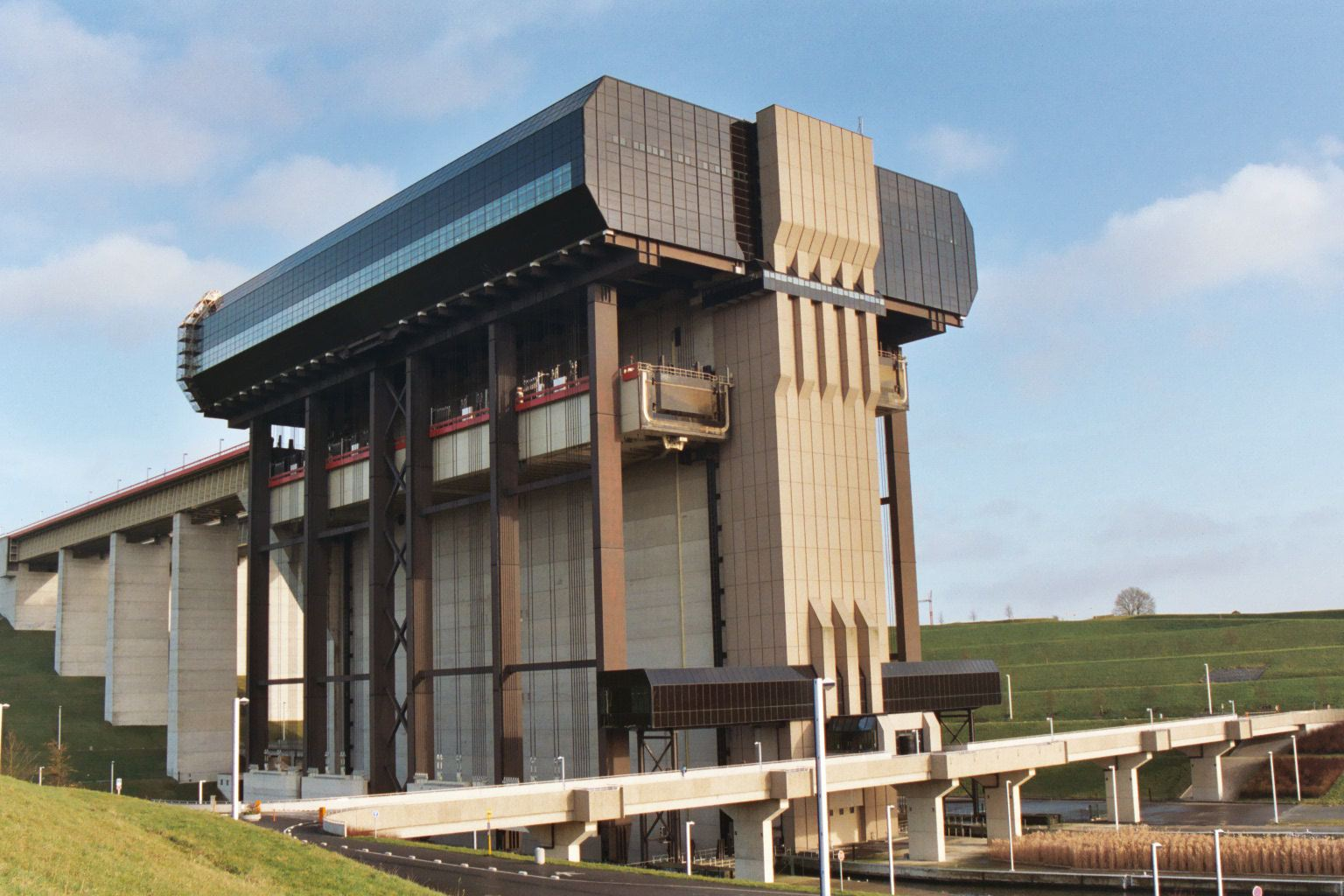
Scheepslift van Strépy-Thieu welke naast de N552 ligt

- Dour
- Saint-Homme
- Ville-Pommerœul
- Hautrage
- Bergen
- Nimy
- Obourg
- Ghislage
- Ville-sur-Haine
- Thieu
- Houdeng-Gœgnies